# Notylidium
× Notylidium (abreviado Ntldm) es un híbrido intergenérico entre los géneros de orquídeas Notylia × Oncidium. Fue publicado en Orchid Rev. 84(1002, cppo): 9 (1976).